# Петров, Александр Пхоун Чжо
Алекса́ндр Пхо́ун Чжо Петро́в (род. 11 марта 1970, Москва) — российский физик, математик, социолог. Доктор физико-математических наук, ведущий научный сотрудник Института прикладной математики имени М. В. Келдыша Российской академии наук.

## Биография

### Образование
Родился 11.03.1970 в Москве. Окончил школу № 565 (с 2007 года — гимназия № 1582).
В 1987 году поступил и в 1993 году окончил физический факультет МГУ (выпуск «Суперкурс»; кафедра математики).
В 1993—1996 годах — учёба в аспирантуре кафедры математики физфака МГУ. Научный руководитель — Васильева А. Б.

### Диссертационные исследования
В 1996 году защитил диссертацию на соискание учёной степени кандидата физико-математических наук. Тема — «О некоторых сингулярно-возмущённых задачах Штурма — Лиувилля». Специальность 01.01.02 — Дифференциальные уравнения.
В 2008 году в Институте математического моделирования РАН защитил диссертацию на соискание учёной степени доктора физико-математических наук. Тема — «Асимптотическое исследование контрастных структур в нелинейных математических моделях». Специальность 05.13.18 — Математическое моделирование, численные методы и комплексы программ.

### Трудовая деятельность
В должности доцента, профессора преподавал в Российском университете дружбы народов, Российском государственном социальном университете, на факультете глобальных процессов МГУ, на социологическом факультете МГУ. Работал в НИУ «Высшая школа экономики» ведущим научным сотрудником лаборатории качественных и количественных методов анализа политических режимов.
С 2005 года — ведущий научный сотрудник Института прикладной математики имени М. В. Келдыша Российской академии наук.

## Научные труды

### Основные работы
- Mikhailov A. P., Petrov A. P., Proncheva O. G., Marevtseva N. A. A Model of Information Warfare in a Society Under a Periodic Destabilizing Effect Архивная копия от 24 октября 2018 на Wayback Machine // Mathematical Models and Computer Simulations. 2017. Vol. 9. No. 5. P. 580—586.[7]
- Petrov A., Proncheva O. Modeling Propaganda Battle: Decision-Making, Homophily, and Echo Chambers Архивная копия от 24 октября 2018 на Wayback Machine // Communications in Computer and Information Science. 2018. Vol. 930. Springer. P. 197—209.
- Petrov A. P., Maslov A. I., Tsaplin N. A. Modeling Position Selection by Individuals during Information Warfare in Society Архивная копия от 24 октября 2018 на Wayback Machine // Mathematical Models and Computer Simulations. 2016. Vol. 8. No. 4. P. 401—408.
- Прончева О. Г., Петров А. П. Функция отклика на пропаганду в консолидированных и поляризованных обществах Архивная копия от 24 октября 2018 на Wayback Machine // Информационные войны. 2018. № 3. С. 50-53.
- Mikhailov A. P., Petrov A. P., Pronchev G. B., Proncheva O. G. Modeling a Decrease in Public Attention to a Past One-Time Political Event Архивная копия от 24 октября 2018 на Wayback Machine // Doklady Mathematics. 2018. Vol. 97. No. 3. P. 247—249.

### Перечни трудов
- Перечень трудов в базе РИНЦ
- Перечень трудов в базе Архивная копия от 22 октября 2018 на Wayback Machine ИСТИНА

## Научные интересы, достижения
Дифференциальное исчисление, математическая психология, пропаганда и информационное противоборство, математическое моделирование в социальных науках.
Александром Петровым (в соавторстве) разработана нейрологическая модель информационного противоборства в социуме. Полученные им и его коллегами научные результате неоднократно освещались в общественно-политической и научно-популярной прессе.

Верхнюю планку на успешность социального исследования и точность результатов накладывает адекватность тех положений, которые мы закладываем в модель. Поэтому, в частности, очень редко оказываются плодотворными модели социальных процессов, основанные на гипотезе о рациональном поведении, понимаемом чаще всего как максимизация некоторого рода благ или минимизация некоторого рода издержек. Человек социальный гораздо сложнее и тоньше, чем человек экономический. Соответственно, мы стараемся строить модели информационного противоборства, основанные на более сложных представлениях о принятии решений человеком: например, некоторые из них основаны на нейрологической схеме, предложенной классиком математической психологии, американским учёным российского происхождения Николасом Рашевским (англ.).
— Александр Петров о своём исследовании. (Цит. по редакционной статье "Учёные разработали новую математическую модель информационной войны" интернет-портала "Научная Россия", 12.11.2017.)